# Ритуальные бесчинства
Ритуальные бесчинства (бесчинства обрядовые) — форма ритуального поведения (антиповедения), предписывающая действия, противоречащие норме: кражу из чужих дворов орудий труда, предметов утвари и т. п., растаскивание их по селу и окрестностям, забрасывание на крыши, загораживание ими входа в дом, возведение баррикад на улицах села и т. п. Бесчинства — составная часть ряда календарных и семейных обрядов; в той или иной степени характерны для всех славян, но наибольшее распространение и наиболее устойчивые формы получили в обрядности восточных и западных славян.

## Другие названия
- рус. чудить, баловаться, озорничать, шалости творить (новгород.), кудесить, кудесь, кудесы, бриксы (арханг.);
- полес. чуда (робить, творить), бешкеты, шутки шутить, шкоду (робить), пакости, порчу (робить), творить, жартувать, шутковать;
- карпат. збитки робити;
- пол. figle, awantury, bzdury, baraszki, psoly, błazny (силез.), chochomy (люблин.);
- чеш. žerly;
- словац. bláznovstvo, hlúpostí, šašoviny, veselost', rozpustílosti[2].

## Календарная приуроченность
У западных славян ритуальные бесчинства в большей степени связаны с предновогодними праздниками — обычно с Васильевым вечером, реже с вечером накануне Рождества (Коляды), Андреева дня, дней Катерины санницы, св. Люции, заметно меньше с Масленицей/Мясопустом (обычно канун Пепельной среды), иногда со средопостьем (пол.), пасхальным понедельником (пол.), кануном дня Еремея Запрягальника.
У восточных славян новогодние, иногда святочные бесчинства особенно характерны для Украины и Русского Севера. Преимущественно летом совершаются бесчинства в Белоруссии (в ночь на Ивана Купалу) и на Юге России (на Петров день), реже на масленицу (Переславль-Залесский уезд), редкие свидетельства о бесчинствах в осенний период (Полесье).
У южных  славян наиболее близкие к ритуальным бесчинствам действия характерны для новогодних и масленичных обходов ряженых, у католиков — накануне 1 мая.

## Исполнители
Участвует сельская молодёжь (обычно неженатые парни). Содержание традиции состоит в том, что снимается запрет на поведение, в обычной ситуации неприемлемое: молодежь разбирает изгороди, переворачивает телеги, разваливает поленницы, засыпает снегом двери, затыкает трубы, рассыпает золу и т. д. В традиционной народной культуре это, видимо, было символическим воплощением святочного разгула нечистой силы. Сегодня религиозно-суеверное осмысление заваливания утрачено. Видимо, традиция оказалась столь жизнеспособной в силу того, что передаётся в среде молодёжи без опосредования старшими поколениями.